# Aculepeira apa
Aculepeira apa là một loài nhện trong họ Araneidae.
Loài này thuộc chi Aculepeira. Aculepeira apa được Herbert Walter Levi miêu tả năm 1991.